# Wil Albeda
Willem (Wil) Albeda (Rotterdam, 13 juni 1925 – Maastricht, 6 mei 2014) was een Nederlands econoom, schrijver, vakbondsbestuurder en politicus voor het CDA van ARP-huize. Hij was minister van Sociale Zaken in het kabinet-Van Agt I.

## Levensloop
Albeda studeerde economie aan de Nederlandsche Economische Hoogeschool in Rotterdam van 1946 tot 1950. In 1957 promoveerde hij in de economische wetenschappen aan de Vrije Universiteit te Amsterdam op het proefschrift De rol van de vakbeweging in de moderne maatschappij.
Albeda was een ARP- en CDA-politicus die zichzelf typeerde als vakbondsman. Hij was geruime tijd werkzaam bij de Christelijke Bouwbond en het CNV. In 1966 werd hij hoogleraar sociaal-economisch beleid aan de Nederlandse Economische Hogeschool in Rotterdam. Tot 1996 was hij ook hoogleraar aan de Universiteit Maastricht, waar hij een van de drijvende krachten van de in 1984 opgerichte Economische Faculteit was. Albeda had grote belangstelling voor internationale vraagstukken. Zo schreef hij samen met dertig andere economen een blauwdruk voor de toenmalige Sovjet-Unie voor een omschakeling naar een markteconomie.
Vanaf 1966 was hij lid en sinds 1973 voorzitter van de ARP-fractie in de Eerste Kamer. Albeda stond in 1973 als informateur mede aan de basis van het kabinet-Den Uyl. Hij was minister van Sociale Zaken in het eerste kabinet-Van Agt, waarvan hij het 'sociale gezicht' was. Daar bracht hij onder meer een herziening van de Wet op de ondernemingsraden en de Arbeidsomstandighedenwet tot stand. Na zijn ministerschap keerde hij terug in de Senaat en werd later voorzitter van de Wetenschappelijke Raad voor het Regeringsbeleid. Verder werd hij bekend door zijn rol in de Advies- en Arbitragecommissie Rijksdienst: de 'Commissie Albeda'.
Hij trouwde in 1952 met Joke van der Wilde en ze kregen vier zonen.      
Albeda overleed in 2014 op 88-jarige leeftijd.

## Publicaties
Albeda publiceerde vele boeken, brochures, rapporten en artikelen, met name over de vakbeweging, de economie en aanverwante onderwerpen. Een selectie:
- 1957. De rol van de vakbeweging in de moderne maatschappij. Proefschrift Amsterdam V.U.
- 1963. Bezitsvorming. Met Norbert Schmelzer. Het Spectrum.
- 1966. Enkele problemen van centraal economisch beleid. Inaugurele rede Rotterdam
- 1971. Vakbeweging en onderneming. Universitaire Pers Rotterdam.
- 1972. Vakbeweging en maatschappijstructuur. Universitaire Pers Rotterdam.
- 1975. Arbeidsverhoudingen in Nederland : een inleiding. Samson.
- 1976. Participatie, arbeid en maatschappij. Samson.
- 1984. De crisis van de werkgelegenheid en de verzorgingsstaat : analyse en perspectief . Kok.
- 2004. Ik en de verzorgingsstaat. Herinneringen van Wil Albeda. Met Roelof Bouwman en Maurits van den Toorn. Uitgeverij Boom.

## Trivia
- Het Albeda College in de regio Rotterdam is naar Wil Albeda vernoemd.
- De bijzondere Albedaleerstoel, gevestigd aan de Universiteit Leiden, is ook naar hem vernoemd en heeft betrekking op "Arbeidsverhoudingen in de publieke sector".
- Albeda was al zijn gehele leven lid van de Gereformeerde Kerken in Nederland, maar behoorde in de periode 1944-1950 kort tot de van dit kerkgenootschap afgesplitste Gereformeerde Kerken vrijgemaakt.